# Luna Bergere Leopold

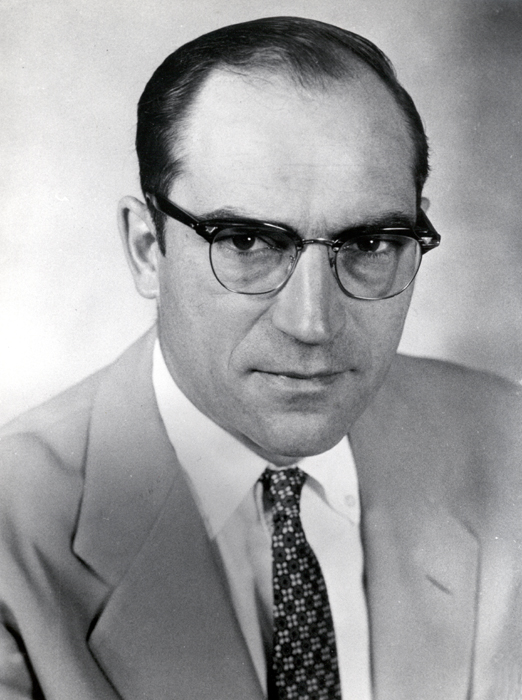
Luna B. Leopold, ungefähr 1971

Luna Bergere Leopold (* 8. Oktober 1915 in Albuquerque, New Mexico; † 23. Februar 2006 in Berkeley, Kalifornien) war ein führender US-amerikanischer Geologe, Hydrologe und Geomorphologe und der Sohn von Aldo Leopold.
Leopold entwickelte eine neue Philosophie der Wasserwirtschaft und schlug vor, sie nicht nur auf traditionelle Faktoren wie ökonomische, gesellschaftliche und politische Grundsätze, sondern auch auf die geologischen, geographischen und klimatischen Grundlagen zurückzuführen. Er führte an, dass die Verwaltung der Wasservorräte nicht erfolgreich sein kann, wenn sie alleine vom ökonomischen und politischen Standpunkt aus gesehen wird.
Leopold war 1972 Präsident der Geological Society of America. 1971 wurde Leopold in die American Academy of Arts and Sciences gewählt. 1973 empfing er den G. K. Warren-Wissenschaftspreis der National Academy of Sciences, deren Mitglied er seit 1967 war. 1991 wurde er mit der National Medal of Science ausgezeichnet, 1994 mit der Penrose-Medaille und 2006 mit der Benjamin Franklin Medal im Bereich Geowissenschaften.

## Werke
- Water. LIFE Science Library, Time Inc. 1966, Time Life Education 1981. ISBN 0-8094-4075-X
- Round River. Oxford University Press, 1972. Neuauflage: ISBN 0-19-501563-0 (Hrsg. mit Aldo Leopold)
- Water: A Primer. W H Freeman & Co. 1974, ISBN 0-7167-0263-0
- Water, Rivers and Creeks. University Science Books 1997. ISBN 0-935702-98-9
- Fluvial Processes in Geomorphology. Freeman, San Francisco 1964, Reprint Dover Publications 1995. ISBN 0-486-68588-8 (mit M. Gordon Wolman und John P. Miller)
- A View of the River. Harvard University Press; 2006, Neuauflage: ISBN 0-674-01845-1
- mit W. B. Langbein: River Meanders, Scientific American 1966